# 하이다르 칸 아무오글리 타리베르디

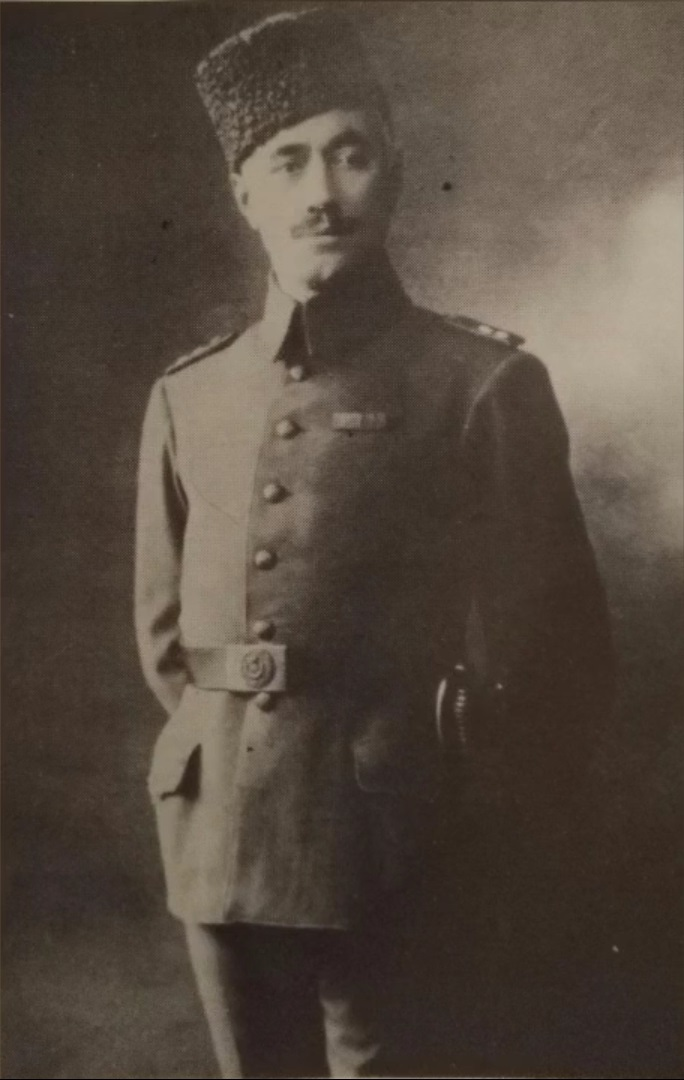

하이다르 칸 아무오글리 타리베르디(아제르바이잔어: حیدرخان عمواوغلی تاریوردی, 페르시아어: حیدرخان عمواوغلی تاریوردی: 1880년 12월 20일 - 1921년 10월 15일)는 이란의 사회주의 혁명가다. 아제리인 출신으로, 이란 입헌혁명의 주요 인물이었고 이란 사회민주당과 이란 공산당의 창당멤버 중 하나였다.